# Ted Powell
Ted Powell, all'anagrafe Edward W. Powell (Sheffield, 1940 – 22 settembre 2005) è stato un allenatore di calcio e calciatore inglese, di ruolo centrocampista.

## Carriera

### Giocatore

#### Club
Ha giocato fino al 1959 nelle squadre di calcio e cricket della King Edward VII School di Sheffield, scuola di cui era studente; in seguito ha analogamente giocato nella formazione amatoriale del Loughborough College mentre ne era studente. Terminato il college gioca poi per alcuni anni a livello semiprofessionistico, prima con il Sutton Utd e successivamente dal 1970 al 1972 con il Wycombe, con cui vince per due volte di fila la Isthmian League (che insieme alla Southern Football League ed alla Northern Premier League era una delle tre principali leghe calcistiche inglesi dell'epoca al di fuori della Football League).

#### Nazionale
Oltre ad aver giocato con la nazionale semiprofessionisti inglesi per l'intera durata della sua carriera da giocatore, nel 1972 ha fatto parte della nazionale olimpica britannica che ha giocato le qualificazioni ai Giochi Olimpici, venendo però eliminata.

### Allenatore
Dopo aver allenato nelle giovanili del Tottenham, tra il 1974 ed il 1976 ha allenato il Sutton United, mentre nella stagione 1976-1977 ha allenato il Wycombe. Tra il 1977 ed il 1983 è stato commissario tecnico della nazionale del Malawi, con cui nel 1978 e nel 1979 ha vinto due edizioni consecutive della Coppa CECAFA; in seguito ha anche allenato la nazionale inglese Under-18, con la quale nel 1993 ha anche vinto il campionato europeo di categoria. Nel 1996 e nel 1997 è invece stato allenatore della nazionale inglese Under-20, con cui in quest'ultimo anno ha partecipato ai Mondiali di categoria, terminati con un'eliminazione agli ottavi di finale.

## Palmarès

### Giocatore

#### Competizioni nazionali
- Isthmian League: 3

Sutton United: 1966-1967
Wycombe: 1970-1971, 1971-1972

### Allenatore

#### Nazionale
- Coppa CECAFA: 2

Malawi: 1978. 1979
- Europeo Under-18: 1

Inghilterra: 1993